# Nymphaea pulchella
Nymphaea pulchella là một loài thực vật có hoa trong họ Nymphaeaceae. Loài này được DC. miêu tả khoa học đầu tiên năm 1821.